# Krossgilstindur
Krossgilstindur är en bergstopp i republiken Island. Den ligger i regionen Austurland, 230 km öster om huvudstaden Reykjavík. Toppen på Krossgilstindur är 698 meter över havet.
Trakten runt Krossgilstindur är nära nog obefolkad, med mindre än två invånare per kvadratkilometer. Trakten runt Krossgilstindur består i huvudsak av gräsmarker.